# Když se usmíváš
Když se usmíváš je debutové album pěveckého bratrského dua Patrika a Hynka Hradeckých. Toto pěvecké duo zveřejnilo album v roce 2017.

## Seznam skladeb
1. Pocity
2. Když se usmíváš
3. Loď snů
4. Dobrý ráno
5. Chci svůj život znát
6. Přišla láska
7. Tvoje rodina
8. Naděje
9. Vzdálená
10. Léto jak má být
11. Kdy pochopíš
12. Čtyři stěny